# 古森義久
古森 義久（こもり よしひさ、1941年〈昭和16年〉3月11日 - ）は、日本のジャーナリスト。国際問題評論家。
麗澤大学特別教授。産経新聞ワシントン駐在編集特別委員兼論説委員。一般社団法人ジャパンフォワード推進機構特別アドバイザー。国際教養大学客員教授。
ジョージタウン大学「ワシントン柔道クラブ」で指導経験がある柔道家。

## 経歴
1941年（昭和16年） 東京府（現：東京都）に生まれる。1956年（昭和31年）慶應義塾普通部、1959年（昭和34年）慶應義塾高等学校、1963年（昭和38年） 慶應義塾大学経済学部をそれぞれ卒業後、ワシントン大学ジャーナリズム学科留学、毎日新聞社入社。毎日新聞記者として静岡支局、東京本社社会部、外信部を経る。
- 1972年（昭和47年） 南ベトナム、サイゴン特派員
- 1975年（昭和50年） サイゴン支局長
- 1976年（昭和51年） ベトナム戦争終結時のサイゴン陥落報道により、ボーン国際記者賞受賞 同年、ワシントン特派員
- 1978年（昭和53年） 著書「ベトナム報道1300日」により、講談社出版文化賞ノンフィクション賞受賞
- 1981年（昭和56年） 米国カーネギー国際平和基金上級研究員
- 1982年（昭和57年） 「ライシャワー核持ち込み発言報道」により日本新聞協会賞受賞
- 1983年（昭和58年） 毎日新聞東京本社政治部編集委員
- 1987年（昭和62年） 外信部副部長　同年産経新聞に移籍、ロンドン支局長
- 1989年（平成元年） ワシントン支局長
- 1990年（平成2年） - 1998年 ウイルソン・センターフェロー
- 1993年（平成5年） 「ロンドン・ワシントンからの6年間にわたる国際報道」により、日本記者クラブ賞受賞
- 1994年（平成6年） ワシントン駐在編集特別委員兼論説委員
- 1995年（平成7年） 『大学病院で母はなぜ死んだか』（中央公論連載）により、第1回編集者が選ぶ雑誌ジャーナリズム賞作品賞受賞
- 1998年（平成10年） 9月より中国総局長(31年ぶりに産経新聞北京支局再開)
- 2001年（平成13年） ワシントン駐在編集特別委員・論説委員(現職)
- 2005年（平成17年） 杏林大学客員教授
- 2011年（平成23年） 国際教養大学客員教授(兼任 現職)
- 2013年（平成25年） 産経新聞ワシントン駐在客員特派員
- 2015年（平成27年） 麗澤大学特別教授を兼務
- 2017年1月、産経新聞の英語版ウェブサイトを運営する一般社団法人ジャパンフォワード推進機構の特別アドバイザーとなる[1]。

### サイゴン特派員時代(毎日新聞時代)
ベトナム戦争最中の1972年、当時の南ベトナム・サイゴンに特派員として赴任し、サイゴン陥落後の1975年9月まで駐在した（日本人新聞記者では最長のベトナム滞在記録）。1974年1月には南ベトナム領内の革命勢力支配区に日本人記者として初めて招請を受けて潜入し、詳細なルポルタージュを発表した。南ベトナム政権側の人とも交流を保ち、この戦争が民族独立闘争であると同時に共産主義革命であることや、闘争を挑む主役がベトナム民族解放戦線よりも北ベトナムであることをも早くから報じた。1975年4月30日のサイゴン陥落以降も現地に留まり、陥落直後から実質的に北ベトナムによる占領統治が進むサイゴンの様子を報道し続け、ボーン国際記者賞を受けた。古森のベトナム取材はその後も続き、ベトナム難民（ボートピープル）に対する日本政府の対応を批判したり、アメリカに渡ったベトナム移民のその後を取材している。

### 日本外交批判（外注外交について）
長年、日本の外交について政策と実務の両面から批判的に報じ、新聞、雑誌、単行本、テレビなどで自身の意見を発表してきた。1976年に毎日新聞ワシントン特派員となり、1977年6月の毎日新聞で「調査は外注 在米日本大使館」「独力で情報収集できない？」という見出しの記事を書いたほか、その後も日本政府の各省や日本大使館が年間数百万ドルの資金を使って米側の組織に外交活動を下請けに出す実態を米国司法省への届け出などから報道し続けた。雑誌でも同じテーマで『諸君！』1980年3月号に「日米外交を食いものにする男たち」という長文のレポートを出し、日米間で活動するロビイストなどの実態を報じた。

### ライシャワー発言(毎日新聞時代)
レーガン共和党政権成立時の1981年、アメリカ民主党系の大手シンクタンク「カーネギー国際平和財団に上級研究員として毎日新聞からの出向の形で勤務して、日米安全保障についての研究や調査に携わった。その間の同年5月、エドウィン・O・ライシャワー元駐日アメリカ合衆国大使にインタビューして「アメリカ海軍の艦艇は核兵器を搭載したまま日本の港に立ち寄り、領海を航行することを日本政府が黙認する合意が日米間にある。」という発言を得て、「日本の非核三原則の『持ち込まず』の虚構」として毎日新聞で報道した。日本政府はこの「合意」を否定したが、その後、米側の公文書や村田良平元外務次官、吉野文六・元外務省アメリカ局長らが相次いでその存在を認め、そのライシャワー発言報道の正確さが証された。この報道は1982年、新聞協会賞を受賞した（毎日新聞は3年連続の受賞）。さらに2009年には複数の外務次官、審議官経験者が密約の存在を認めた。それでも日本政府は否定し続けていたが、2009年8月24日に民主党政権が現実味を帯びつつある中で外務省の薮中三十二事務次官はついに「そのときどきの話はあったと承知している。」と述べ、日米間で見解の相違があり議論があったことを認め、今後、密約をめぐる文書の有無を調査するかについても含みを持たせるに至り古森の報道の正しさが政権交代と沖縄密約情報開示訴訟に吉野文六が2009年12月1日に出廷し証言することによって四半世紀たって日本においても公式に事実であると証明されつつある。

### 日系アメリカ人のノンフィクション報道（毎日新聞時代）
毎日新聞編集委員として毎日新聞夕刊一面に1983年10月から1984年5月まで通算147回、「遙かなニッポン」という題の連載ドキュメントを掲載した。アメリカの各界で活躍する日系米人の歴史と現在を広範囲に追って、ノンフィクション作品として発表した。古森自身が全米各地を回り、100人以上の日系人にインタビューしたという。ロサンゼルス、シアトルなどの日系米人向け日本語新聞計5紙がそのまま「遙かなニッポン」を転載した。連載は1984年9月に毎日新聞から同名の単行本として出版され、その年の大宅壮一ノンフィクション賞の最終候補作品の一つとなった。その後に講談社文庫ともなる。
古森の「遙かなニッポン」に登場する日系マフィアのケン・エトーの数奇な物語は奥山和由プロデューサー、小栗謙一監督によって映画化され、2008年12月に「TOKYO JOE マフィアを売った男」 として全国映画館で封切りされた。この映画は東北新社とフジテレビジョンの共同制作、原案は古森とされた。

### レフチェンコ証言
毎日新聞時代
1982年、アメリカ下院秘密公聴会でのスタニスラフ・レフチェンコ（「ノーボエ・ブレーミャ」東京支局長、元KGB少佐）の証言をスクープ。その公聴会においてレフチェンコが「周恩来の遺言」なる記事をサンケイ新聞編集局長・山根卓二に工作して紙面に掲載させることに成功したとの証言を行っていたため、山根は退社を余儀なくされた。
サンケイ新聞時代
産経新聞移籍後の1992年に、再びレフチェンコ証言をもとに旧ソ連から日本社会党への資金流入について追及する記事を書いたが、この追及報道は翌年5月に急遽終了した。同時期、文藝春秋1993年6月号におけるレフチェンコのインタビュー中で、「サンケイ新聞にも工作を行い、当時の編集局長を取り込むことに成功した」との発言が掲載され、過去に古森が毎日新聞時代にスクープした問題が蒸し返された形となった。産経新聞社は、このレフチェンコ発言に対する反論を1993年5月12日の朝刊に当時の編集局次長、住田良能名で掲載し「彼の発言を多少なりとも信じては気の毒なことになる」とまで書いて、その証言を全否定した。以後レフチェンコ証言に基づく記事は掲載されず報道は終了した。その後、1994年に久保紘之編集委員による特集「新謀略史観」でレフチェンコ証言を「伝聞に基づくものであった」と改めて全否定している。

### 80年代後半 - 90年代(毎日新聞・産経新聞時代が混在)
80年代後半から90年代にかけて、次期支援戦闘機FS-X選定、貿易摩擦問題、東芝機械ココム違反事件ではFS-X国産化を主張したアメリカ側の実情を説明し、日本とのギャップを伝える視点に立った論を展開。石原慎太郎、問題なのは日本の貿易黒字ではなく米国の貿易赤字であるとした大前研一、東芝を擁護した唐津一各々の論を指して国威偏重、経済偏重、技術偏重の「日本のネオナショナリズム」であると批判している。直後、産経新聞に移籍、1995年1月から2月にかけて起きたマルコポーロ事件では、産経紙上、及び正論誌上において、『マルコポーロ』が掲載した、ホロコースト見直し論（ホロコースト否認論）の記事（西岡昌紀「戦後世界史最大のタブー・ナチ『ガス室』はなかった」）を強く批判し、文藝春秋社に対する広告ボイコットを呼びかけた、時のサイモン・ヴィーゼンタール・センター（SWC）副所長エイブラハム・クーパーの見解を大きく伝えた（産経は、同事件の際、西岡の問題提起自体については大きく取り上げながら、SWC側の見解を古森のインタビューによって大きく伝えると言う形でバランスを取っていた）。

### 中国報道と日中関係報道（産経新聞時代）
1998年11月から産経新聞の初代駐中華人民共和国総局長として2年余、北京に駐在した。産経新聞は柴田穂が国外追放されてから31年間、北京への特派員常駐を認められなかったが、社長・清原武彦が直接中華人民共和国に赴いて交渉した結果、98年には北京を「中国総局」、中華民国（台湾）の台北に「台北支局」を置くという形を取る ことで、北京の記者常駐を認めることになった（同時に他の日本のマスコミも同様の組織編制で台北支局を設置）。その結果、初代の産経新聞駐中華人民共和国総局長に選ばれ、中国専門記者で香港支局の山本秀也とともに赴任した。この赴任に際し古森は、「自分としては北京でも従来どおりのスタンスで国際報道を続けるが、その結果、もし中国共産党政府から非難され、国外追放というような処置を受けても、産経新聞としては構わないか」と問い、羽佐間会長より「もちろんかまわない」との返答を受けての赴任であった。
北京では、中華人民共和国の軍事力増強（中国脅威論）、人権抑圧、偽造品・模造品など知的所有権侵害許容を積極的に報道したほか、日中関係でも、日本の巨額の対中政府開発援助（ODA）の実態や中華人民共和国の“反日”の教育や宣伝の実情、日本の国会議員の中国詣で「友好」の状況などを詳しく報じた。古森の中国報道は産経新聞に長期間連載され（後に『日中再考』として単行本化）、三宅久之は「古森が日本の中国報道を変えた。」 と評し、高山正之は「古森義久氏の中国報道なんて大したものでした。北京支局に在局しながら、あれだけの中国批判を書けたのは彼しかいない」 と評した。
日本の対中ODA（政府開発援助）は国会でも批判が起き、2008年度には年来の大型有償インフラ用の対中経済は打ち切りとなったが、ODA終了後もアジア開発銀行を抜け穴としての対中援助が続いており、それがチベットなど少数民族への弾圧へと繋がっていると主張している。古森は著書『日中再考』で中国共産党政府の日本帝国主義への深い恨みと激しい怒りを生徒の胸に刻ませようとする教育、例えば「南京大虐殺の時間的経過と日本軍に殺された中国軍民の人数を生徒に覚えさせよ」という歴史教育を紹介し、秦郁彦・平沢勝栄・黄文雄 が古森の主張に言及した。
古森は著書『「中国「反日」の虚妄 』 において、中華人民共和国の国民感情なるものが同国政府の「核兵器よりも恐ろしい。」反日教育の結果であることを具体例を示しながら証明し「中華人民共和国、韓国の歴史認識がアジアでは異端である。」とし、「アメリカとの同盟関係を堅持したうえでのアジア諸国との連帯の強化こそがアジア外交の最も効果的な推進方法である」と結論づけている。
古森が主張する「中国脅威論」について、西部邁と小林よしのりは、『諸君！』（2005年2月号）に掲載された古森の著書「中国に『歴史』を突きつけよ」を引き合いに出して「日本にとっては中国の反日ナショナリズム退治にはアメリカの力を利用することも可能だということになる」が結論だとし、西部「なんどこんなバカなことを言うのかなあと、呆れるしかない」小林よしのり「アメリカ様が今、こんな風に言って下さっているんだぞと、それだけを一所懸命言っているんだよね」と批判している。

### イラク戦争（以後産経新聞時代）
2008年アメリカ合衆国大統領選挙に関しては、イラク戦争や兵力増強の積極推進論者である、ジョン・マケイン上院議員を積極的に支持していた。

### ハリケーンカトリーナ報道
2005年8月末、アメリカ合衆国南部を襲ったハリケーン・カトリーナの被災地について、『こうした略奪を働く人間たちのほぼ100パーセントが黒人なのである。テレビの映像や新聞の写真でみる限り、略奪者はみなアフリカ系市民、つまり黒人だった。この事実は現地からの他の一部の報道でも裏づけられていた。』、『それにしても略奪者は100パーセント黒人なのである。』と断定した。しかし、白人による略奪の様子も現地で報道されており、記述は事実と異なるものだった。

### JIIAコメンタリーに端を発する論争
2006年（平成18年）8月、外務省管轄下にある財団法人日本国際問題研究所のホームページにJIIAコメンタリーとして掲載された玉本偉論文 について、古森が問題と考える点（日本政府から資金を得て運営されているJIIAが時の日本政府の政策方針を批判したこと等）を産経新聞紙面にて公開質問状 の形で指摘した。結果、研究所は、理事長名で当該論文の問題点、編集体制の杜撰さを認め、「厳しく反省」し「編集体制を一新する」と表明し、JIIAコメンタリーの刊行を中止し、バックナンバー の公開も中止した。
一方で、ワシントン・ポストに、この古森の行為が「ジャーナリストとしてあるまじきもの」とする執筆者論文が掲載された。
産経新聞は、2006年（平成18年）9月18日付産経抄において、かつての「教科書誤報事件」を思い起こさせるものであると評し、古森がワシントンポストに送った反論をポスト紙が未だ掲載しないことに「言論の自由」との関連で疑問を呈した。古森の反論は、産経新聞による再度の催促ののち、2006年11月11日付のワシントン・ポストに掲載された。
新聞紙面の議論と並行して、ネット上ではNBR JAPAN FORUM、古森のブログ およびクレモンスのブログである The Washington Note にて論争 が継続されていたが、ワシントンポストが古森反論を掲載したのと前後して収束している。

### Wikipediaでの誹謗中傷に端を発するWikipedia批判
2006年8月30日にウィキペディア日本語版にて古森を「自称ジャーナリスト」などと誹謗中傷する記述がなされ、執拗に中傷記事の掲載が続いた。
2006年9月5日、自身のブログにて、Wikipediaに「自称ジャーナリスト」や「自民党右翼の御用言論人」と記述されていた事を指摘、反論した上で「このウィキペディアなる奇怪な落書きの場は左翼分子がまとも派を攻撃するフォーラム」と評した。その後、Wikipedia側の記述改訂の経緯を指摘され、古森のブログにてウィキペディアについての説明を受け入れ認識を改めたことを表明した。だが自身への批判的記述に関しては、発端となった中傷および、批判的記述のなかにも中傷と見られる記述が散見された為に、「おかしな人がおかしな記事に書き換えている」とも述べている。

### 中国による人工衛星破壊実験に対する主張
2007年1月12日に、中国が実施した人工衛星の破壊実験に際しては、「しかも実際に宇宙の軌道を飛んでいる人工衛星をいくら老朽化した気象衛星とはいえ、ミサイルを発射して、撃破するという破壊行動は人類の宇宙開発の歴史でも初めてである」と述べた。

### 慰安婦問題に関する主張
2007年3月15日、慰安婦問題でアメリカ下院に日本政府問責決議案を代表して提出しているマイク・ホンダ下院議員について「中国系からの政治献金への依存度が異様に高い」、「ホンダ議員自身の日本の「戦争責任」追及には長年、これら中国系団体との密接な連携があった」と産経紙上で報じた。さらに3月31日には「とくに日本側では対米同盟の堅固な支持層というのは、自国の国益や国家意識、さらには民主主義、人道主義という普遍的な価値観を強く信奉してきた国民層だ」とし、「この問題で日本を叩けば叩くほど、まさにこの層が最も屈辱や怒りを感じ、同盟相手の米国への不信を強くするのだ」と主張した。

### 原爆の日と核廃絶についての主張
秋葉忠利広島市長が2002年10月13日から10月20日までアメリカへ出張し、10月16日、アメリカン大学で「拡大する核の脅威」と題するスピーチを行った際、北朝鮮が前日にウラン濃縮による核兵器開発を認めたことに、触れなかったことについて、古森は『産経新聞』（2002年12月29日）において、「米国や日本の反核を主張しながら、北朝鮮の核兵器には無反応だった」として秋葉を批判した。秋葉は日本に帰国後の2002年10月22日には北朝鮮に対して抗議文を送っている。
2003年、2004年、2005年の平和宣言においては、核兵器開発疑惑を強くもたれていた北朝鮮の核にも言及するようになり、長崎市も2006年から核保有国全てに言及するようになった。
しかし、北朝鮮が核実験を行った2006年以降、2007年、2008年と秋葉市長は平和宣言で北朝鮮に言及せず、核保有国への批判は米国ブッシュ政権へ集中するようになった。古森や『産経新聞』は2009年8月5日の社説「主張」などで秋葉の態度を批判し、また『読売新聞』も社説にて同様の批判をおこなった。結果的に2009年8月6日の平和宣言で秋葉は再び北朝鮮に言及するようになった。ただし、広島市が北朝鮮の核実験をまったく批判していないわけではなく、核実験を行った国に対しては、その都度の抗議は行っている。
古森は米側に対しても日本に対する二度の原爆投下を批判している。1994年12月にCNNの討論番組・クロスファイアに出演し、司会のジョン・スヌヌ元大統領首席補佐官や政治評論家のマイク・キンズレー、チャールズ・スウィーニー退役少将、歴史学者のガー・アルペロビッツと論争を繰り広げた。古森が「原爆投下の時点では米側はもう日本の降伏を確実視していた。ソ連の参戦もあり、とくに2発目の長崎への投下は戦争の早期終結が目的ならば不必要だった。もし日本側に原爆の威力を示すことが目的ならば、無人島にでも過疎地にでも投下すれば、十分だっただろう。合計20万以上の民間人の犠牲は戦争継続の場合の戦死者の予測数では正当化はできない」と米側の原爆投下正当論を批判すると、スヌヌやキンズレーは日本軍の真珠湾奇襲攻撃や中国などアジア各地での殺戮行為に言及し、「もし日本軍が原爆を保有していれば、間違いなく使っただろう」「だから原爆投下はやむを得ず、正当でさえあった」と反論した。古森は持論を変えなかったものの、スヌヌらの主張も「『米側に立てば、それはそうだろうと』内心思った」と『産経新聞』（2007年7月28日）に書いた。

### 朝日新聞に対する批判
自身のブログの2006年10月31日付エントリーで「日本という国の進路の基本的選択の際は、朝日新聞が主張することと正反対の道を選べば、だいたい日本にとっての物事はうまくいくようだ」と記述した。

### 日本の医療について
膵臓ガンと診断された自身の母親が東京都内の大学病院で手術を受け、抗ガン剤の副作用により急死した経過を記した「大学病院で母はなぜ死んだか」を『中央公論』（1994年2月号〜95年2月号）に寄稿した。この連載記事では病院や医師などをすべて実名で記し、患者へのインフォームド・コンセント（告知）や患者側家族との協議や説明など関する日本の医療の欠陥を指摘した。同時に患者側が手術の前に医師に支払う「謝礼金」の慣行の不明朗、不透明についても詳述した。前記の雑誌連載は1995年、第一回「編集者が選ぶ雑誌ジャーナリズム作品賞」を受賞した。雑誌連載は後に編集者単行本「大学病院で母はなぜ死んだか」（中央公論社、中公文庫）としても刊行された。

## 著書

### 単著
- 『ベトナム報道1300日　ある社会の終焉』（筑摩書房、1978年）のち文庫（講談社文庫、1985年4月）
- 『いらだつアメリカ　日米不信の構造』（講談社、1981年）
- 『日本はなぜ非難されるのか』（集英社、1982年）
- 『核は持ち込まれたか』（文藝春秋、1982年）
- 『現地報告　アメリカの警告：レーガンの極東戦略と対日要求』（ビジネス社、1983年）
- 『ワシントン・レポート：ジャパンを叩け！　特派員だけが知っている米国最新情報』（PHP研究所、1983年8月）
- 『国際潮流のつかみ方』（日本文芸社、1983年11月）
- 『情報戦略なき国家　KGBが日本を狙う』（PHP研究所、1984年）
- 『遥かなニッポン』（毎日新聞社、1984年10月）のち文庫（講談社文庫、1987年9月）
- 『アメリカの嘘と真実：対日戦略のウラを読む』（カッパビジネス、1984年10月）
- 『ヨーロッパの戦略思考　米ソの"はざま″で何を選択するか』（PHP研究所、1985年8月）
- 『国際報道の読み方：特派員記事に気をつけろ』（文藝春秋、1985年12月）
- 『嵐に書く：日米の半世紀を生きたジャーナリストの記録』（毎日新聞社、1987年3月）のち文庫（講談社文庫、1990年11月）
- 『倫敦クーリエ』（文藝春秋、1989年）
- 『世界は変わる　国際報道の現場から』（文藝春秋、1991年3月）
- 『U.S.A.報告　日本を視るアメリカの眼』（講談社、1992年）
- 『ワシントン情報ファイル』（新潮社、1993年5月）
- 『日本「異質」の核心　古森義久のU.S.A.報告』（講談社、1993年11月）
- 『日米「異変」　アメリカ報告'90-'94』（文藝春秋、1994年6月）
- 『日本を視るアメリカの眼』（ジャパンタイムズ、1995年4月）
- 『大学病院で母はなぜ死んだか』（中央公論社、1995年4月）のち文庫（1998年5月）
- 『ベトナムの記憶：戦争と革命とそして人間』（PHP研究所、1995年7月）
- 『アメリカの「影」の勢力』（PHP研究所、1996年6月）
- 『透視される日本　アメリカ新世代の日本研究』（文藝春秋、1999年1月）
- 『北京報道700日　ふしぎの国の新聞特派員』（PHP研究所、2000年9月）
- 『「日中友好」のまぼろし』（小学館、2001年）のち文庫（徳間文庫、2006年）
- 『日中再考』（扶桑社、2001年）のち文庫
- 『「ODA」再考』（PHP新書、2002年）
- 『亡国の日本大使館』（小学館、2002年）
- 『国の壊れる音を聴け　国際報道と日本のゆがみ』（恒文社、2003年）のち扶桑社文庫
- 『国連幻想』（扶桑社、2004年）
- 『外交崩壊』（小学館、2004年）のち文春文庫
- 『中国「反日」の虚妄』（PHP研究所、2005年）のち文春文庫
- 『凛とした日本　ワシントンから外交を読む』（PHP新書、2006年）
- 『日本に挑む中国　「いまそこにある危機」とは何か』（PHP研究所、2007年）
- 『主張せよ、日本』（PHP研究所、2008年）
- 『オバマ大統領と日本沈没』（ビジネス社、2009年）
- 『アメリカでさえ恐れる中国の脅威！』（ワック、2009年）
- 『アメリカが日本を捨てるとき』（PHP研究所、2010年）
- 『「中国の正体」を暴く　アメリカが威信をかける「赤い脅威研究」の現場から』（小学館、2012年）
- 『朝日新聞は日本の「宝」である』（ビジネス社、2014年）
- 『トランプは中国の膨張を許さない！　「強いアメリカ」と上手につき合う日本』（PHP研究所、2017年4月）
- 『戦争がイヤなら 憲法を変えなさい』（飛鳥新社、2017年7月）
- 『米朝首脳会談と中国、そして日本はどうなるのか』（ビジネス社、2018年8月）
- 『米中対決の真実』（海竜社、2019年3月）
- 『ODA幻想：対中国政策の大失態　中国の脅威を育てた日本国民の血税』（海竜社、2019年10月）
- 『モンスターと化した韓国の奈落』（ビジネス社、2019年12月）
- 『新型コロナウイルスが世界を滅ぼす』（ビジネス社、2020年5月）
- 『米中激突と日本：そして世界が中国を断罪する』（ビジネス社、2020年9月）
- 『アメリカの悲劇！ 「黒い疑惑」にまみれたバイデン政権の奈落』（ビジネス社、2021年4月）
- 『中国、13の嘘』（飛鳥新社、2022年1月）

### 共著
- 近藤紘一との共著『国際報道の現場から』（中公新書、1984年）
- 産経新聞「20世紀特派員」取材班との共著『20世紀特派員』（産経新聞ニュースサービス、1997年）
- 中嶋嶺雄との共著『中国は脅威か　幻想の日中友好』（PHP研究所、2000年）
- 深田祐介との共著『アジア再考　外務省には任せられない！』（扶桑社、2001年）
- 小池百合子との共著『対論：テロは日本を変えたか』（広済堂出版、2001年）
- 中嶋嶺雄との共著『覇権か、崩壊か　2008年中国の真実』（ビジネス社、2002年）
- 村田良平、田久保忠衛との共著『なぜ外務省はダメになったか　甦れ、日本外交』（扶桑社、2002年）
- 井沢元彦、稲垣武との共著『朝日新聞の大研究：国際報道から安全保障・歴史認識まで』（扶桑社、2002年）のち文庫（扶桑社文庫、2003年）
- 岡崎久彦との共著『アメリカン・ショック：日g圧本に残された時間は、あと2年！』（ビジネス社、2002年）
- 黒田勝弘との共著『日・中・韓：新三国志』（徳間書店、2003年1月）のち文庫（徳間文庫、2005年12月）
- 田久保忠衛との共著『反米論を撃つ』（恒文社、2003年11月）
- 吉崎達彦との共著『ナイーブな「帝国」アメリカの虚実』（ビジネス社、2003年11月）
- 中嶋嶺雄との共著『中国暴発　なぜ日本のマスコミは真実を伝えないのか』（ビジネス社、2004年12月）
- 田久保忠衛との共著『文化人の通信簿　媚中度から歴史認識まで徹底採点！』（扶桑社、2005年5月）
- 中嶋嶺雄との共著『米中新戦争　暴走する中国、封じ込めるアメリカ』（ビジネス社、2006年12月）
- 青木直人との共著『終わらない対中援助　かくて国益は損なわれる』（PHP研究所、2009年1月）
- 矢板明夫との共著『2014年の「米中」を読む！』（海竜社、2014年1月）
- 石平との共著『自壊する中国　反撃する日本』（ビジネス社、2014年7月）
- 黒田勝弘との共著『米中新冷戦　偽ニュースとプロパガンダ全内幕』（ 産経新聞出版、2018年11月）
- 矢板明夫との共著『米中激突と日本の針路』（海竜社、2020年3月）
- 門田隆将との共著『米中"文明の衝突"　崖っ淵に立つ日本の決断』（PHP研究所、2020年11月）
- クライド・プレストウィッツとの共著『米中開戦前夜』（ビジネス社、2022年12月）

### 論文
- 「イーストウッド映画『南京事件』の幻」（『文藝春秋』2006年6月号）
- 「オバマ政権の中国接近は『日本自立』への好機だ」（『諸君！』2009年6月号）
- 「私が抗議デモに共感した理由」（『正論』2009年8月号）